# Temnothorax tarbinskii
Temnothorax tarbinskii és una espècie de formiga del gènere Temnothorax, nativa del Kirguizstan.